# Vera Petrovna Želichovskaja
Vera Petrovna Želichovskaja (nata Hahn; in russo Вера Петровна Желиховская?; Dnipro, 17 aprile 1835 – San Pietroburgo, 5 maggio 1896) è stata una scrittrice russa.

## Biografia
Rimasta orfana di sua madre Elena Andreevna Fadeeva Hahn, crebbe a Saratov con i suoi nonni, il governatore Andrej Michajlovič Fadeev e la botanica autodidatta Elena Pavlovna Dolgorukaja.
Nel 1857 rimase vedova del proprietario terriero del Governatorato di Pskov Jachontov, indi si trasferì nel Caucaso con i suoi due figli e sposò Tiflis Želichovskij. Scrisse romanzi per ragazzi, racconti, opere drammatiche e articoli giornalistici. Tra le sue opere si ricordano i libri Kak ja byla malen'koj ("Quando ero piccola", 1891), Moë otročestvo ("La mia fanciullezza", 1893, pubblicato a Parigi con il titolo Mémoires d'une petite fille russe) e Kavkavskie rasskazy ("Racconti caucasici", 1893). Dopo la morte del suo secondo marito si trasferì a San Pietroburgo.
Želichovskaja intraprese la carriera letteraria negli anni '70 dell'Ottocento, all'età di circa 40 anni. Avendo trascorso buona parte della sua infanzia in Georgia, le sue opere sono ivi ambientate e descrivono in maniera dettagliata usi e costumi, caratteristiche etnografiche e paesaggi della natura di quei luoghi. Per quanto simpatizzasse con la popolazione autoctona, Želichovskaja descrisse gli eventi dal punto di vista russo e accolse la teoria della missione russa nel Caucaso, che era quella di educare gli autoctoni alla moralità cristiana. Ella vedeva nei conflitti interni tra forze imperiali e caucasici una lotta tra il Cristianesimo e l'Islam.